# Anticommons
Anticommons (z ang. commons – zasoby wspólne) – pojęcie z zakresu ekonomicznej analizy prawa, charakteryzujące ogół zjawisk związanych z zagadnieniem własności zasobów wspólnych lub niczyich. Określenie to zostało wprowadzone do powszechnego użytku, przez profesora Michaela Hellera.

## Definicja anticommons
Na podstawie zasobów wspólnych i cesji roszczeń własnościowych profesor Heller nazwał to zjawisko problemem tzw. anticommons oznaczającym, że „każdy z wielu właścicieli jest wyposażony w prawo do wyłączania innych z korzystania z rzadkiego zasobu a nikt nie posiada rzeczywistego uprawnienia do jego użytkowania”.
Interesy związane z własnością mogą być tak precyzyjnie podzielone, że narzucają znaczne koszty przy próbach ich połączenia przez późniejszych użytkowników dążących do skonsolidowania ich w bardziej wartościową całość. Heller i inni dowodzili, że dokładnie taki problem powstaje w badaniach biomedycznych. Problemy zasobów wspólnych i tzw. anticommons sugerują, że kwestie efektywności mogą być związane zarówno z niedoborem własności, jak również z nadmiarem własności, dlatego prawo może definiować interesy związane z własnością w sposób precyzyjny, nie robić tego wcale albo dokonywać tego w sposób odpowiednio wyważony.

## Tragedia zasobów wspólnych w anticommons
G. Hardin użył tego terminu na określenie prowadzenia eksploatacji zasobów wspólnych w sposób nieumiarkowany i zbyt intensywny. Jego zdaniem, zapobiegać takiej działalności, należałoby poprzez umożliwienie jednostce przejęcia na własność określonego zasobu wspólnego. Innym rozwiązaniem, mogłoby być również wprowadzenie skutecznej i możliwej do wyegzekwowania procedury ograniczającej dostęp do korzystania z tych dóbr.

## Cesja roszczeń własnościowych w anticommons
Problemy związane z cesją roszczeń własnościowych zaczęły pojawiać się podczas rozpadu Związku Radzieckiego mającego miejsce na początku lat 90. XX wieku. Wynikały one z faktu, że w tym okresie zbyt dużej liczbie osób zaczęło opłacać się przejęcie na własność określonych dóbr.(problem wspólnych zasobów). Było to naturalną konsekwencją, niemożności posiadania własności prywatnej w trakcie trwania rządów komunistycznych. Po rozpadzie Związku Radzieckiego zaczęto masowo wysuwać rozmaite roszczenia własnościowe. Rodziny zajmujące dotychczas jeden pokój, użytkujące części wspólne wraz z pozostałymi właścicielami, domagały się wówczas przyznania im prawa własności do zajmowanych przez nich pomieszczeń. Na skutek tego rozważano połączenie wszystkich pomieszczeń w mieszkanie dla pojedynczego właściciela o znacznie wyższej wartości rynkowej, jednak koszty połączenia indywidualnych interesów najemców w wartą o wiele więcej całość były na tyle wysokie, że uniemożliwiły bardziej wartościowe wykorzystanie zasobu.